# Droits de l'homme en république populaire de Chine
La conception des droits de l'homme en République populaire de Chine diffère de la conception occidentale des droits de l'homme. L'approche chinoise prend en compte la dimension collective dans laquelle s'inscrit les droits individuels - et place donc parfois le bien collectif avant le bien individuel - alors que l'approche occidentale adopte une conception purement individualiste des droits fondamentaux.
Cette dichotomie idéologique provoque de nombreux nœuds géopolitiques. De leur côté, les observateurs occidentaux ont qualifié de pauvre la protection des droits de l'homme en Chine. Parmi ces observateurs, on trouve notamment les États — en particulier les démocraties occidentales — ainsi que des organisations internationales et des organisations non gouvernementales. Ceux-ci dénoncent des violations des droits de l'homme passées, notamment lors du Grand Bond en avant, une politique qui a causé la mort de vingt à trente millions de Chinois sous-alimentés, ou après les manifestations de la place Tian'anmen en 1989, lors de la répression qui a suivi et qui a fait de 400 à 2 000 morts et de 7 000 à 10 000 blessés (estimations).
Du côté chinois, le gouvernement ne fléchit pas. Dans la durée, des progrès sont effectués en matière des droits de l'homme dans le pays, mais les autorités se veulent hermétiques à la pression des modèles occidentaux.

## Situation
Le rapport sur les droits de l'Homme du département d'État des États-Unis[Lequel ?], et d'autres études d'organisations non gouvernementales telles que Amnesty International[source insuffisante] et Human Rights Watch ont inventorié les violations de la Déclaration Universelle des Droits de l'Homme, par le parti communiste chinois.
Le gouvernement de la Chine a reconnu en principe l'importance de la protection des droits de l'homme et a pris des mesures pour mettre ses pratiques en conformité avec les normes internationales :
- signature de la convention internationale sur des droits économiques, sociaux, et culturels en octobre 1997 (ratifiée en mars 2001) ;
- signature de la convention internationale sur des droits civils et politiques en octobre 1998 (pas encore ratifiée) ;
- libération de nombreux prisonniers politiques et religieux en 2002 ;
- acceptation d'action en partenariat avec des experts de l'ONU dans les domaines de la torture, de la détention arbitraire et de la religion.

Cependant, certaines organisations non gouvernementales[Lesquelles ?] affirment que pratiquement aucun acte n'a suivi ces promesses, et que, au contraire, le nombre d'arrestations augmentait. Selon ces mêmes ONG[Lesquelles ?], la RPC a toujours beaucoup de chemin à parcourir.[réf. nécessaire]
En mars 2004, la constitution chinoise a été amendée, ajoutant que « l'État respecte et préserve les Droits de l'Homme ». Malgré cela, de nombreuses violations aux droits de l'Homme demeurent. Face aux critiques sur les droits de l'Homme en Chine, la Chine publie en 2008 un rapport sur la situation des droits de l'Homme aux États-Unis en 2007.
La conjonction des Jeux olympiques d'été de 2008 de Pékin, et les manifestations au Tibet qui ont débuté quelques mois plus tôt et ont été sévèrement réprimées, ont été l'occasion de remettre au premier plan de la scène internationale la violation des droits de l'homme en république populaire de Chine. Le comité international olympique (CIO) opère une pression directe sur la Chine concernant ses engagements envers les droits de l'homme, ce à quoi le ministère chinois des affaires étrangères rétorque « les responsables du CIO adhèrent à la charte olympique, qui stipule de ne pas introduire de facteurs politiques hors de propos ». Les arrestations politiques en Chine augmentent avant les JOs car, selon Amnesty International, « Ils ont été arrêtés parce qu’ils avaient lié les droits de l’homme aux Jeux et sont sévèrement traités ».
En juillet 2015, 106 avocats, conseillers légaux et activistes des droits de l'homme ont été interrogés ou détenus dans le cadre d'une campagne de repression contre ce que les autorités chinoises qualifient de gang de crime organisé (comme Wang Yu, avocate de Falun Gong),.

## Conflit idéologique

### Position de la Chine
Depuis la fin du XIXe siècle, le gouvernement chinois a prôné l'établissement d'un État fort pour assurer la prospérité économique et l'harmonie sociale. La conception chinoise des droits, telle qu'elle est formulée par des penseurs comme Liang Qichao, se concentre sur le devoir du citoyen d'assurer la prospérité de la Nation, et non sur le devoir de la Nation de garantir des libertés. La notion chinoise des droits de l'Homme inclut les droits et obligations collectives, et non seulement les droits et obligations individuels tels que valorisés dans la notion occidentale. Cela inclut des normes de qualité de vie, des mesures de santé et de prospérité économique. Les autorités chinoises ont toujours souligné « des droits positifs (matériels) » (par exemple nourriture, abri, vêtements) et non « des droits négatifs (immatériels) » (tel que le droit à la parole, l'expression, la liberté d'assemblée) comme droits fondamentaux devant être assurés par le gouvernement. En analysant la situation des Droits de l'Homme dans sa propre nation ou à l'étranger, la Chine décide de tenir compte des tendances sociales telles que le crime et la pauvreté. En d'autres termes, le gouvernement chinois voit l'augmentation du niveau de vie des Chinois comme indicateur de l'amélioration de la situation des Droits de l'Homme ; il y a donc une différence significative des points de vue quant au contenu de la notion de Droits de l'Homme, rendant difficile la comparaison directe entre les analyses à partir des deux côtés.[réf. nécessaire]
Le gouvernement chinois reconnaît que la Chine rencontre des problèmes significatifs en matière de Droits de l'Homme, tels que l'accès impartial aux cours ou bien le recours à la torture. Cependant, le gouvernement rappelle que ces questions peuvent être et devraient être adressées au système politique de parti unique actuel, et que pousser à un changement fondamental serait malvenu, étant donné le risque du point de vue des gains économiques énormes que la RPC a accompli sur la dernière génération.[réf. nécessaire]
Officieusement, beaucoup de fonctionnaires chinois croient de manière injustifiée qu'en tant que pays en voie de développement, la Chine ne peut avoir les moyens de respecter les Droits de l'Homme comme le font les pays développés. Ils arguent du fait que beaucoup de pays occidentaux ont eux-mêmes négligé les droits de l'Homme (esclavage, travail des enfants) lors de leur ascension économique. Beaucoup de Chinois sont d'accord avec leur gouvernement sur le fait que la religion organisée est une menace pour le pays et la stabilité sociale : par exemple, la rébellion de Taiping, ayant des motivations religieuses, a causé des millions de morts. La méfiance commune envers les cultes est peut-être un héritage durable de ce conflit, ou bien le résultat de la propagande gouvernementale.[réf. nécessaire]
En avril 2009 la Chine a engagé un plan sur 2 ans afin d'améliorer la situation. Au préalable, il est indiqué que « le pays a une longue route devant lui pour améliorer la situation des droits de l'homme ». Mais il est promis une liberté d'expression accrue et une meilleure protection des citoyens : « L'État garantira les droits des citoyens à critiquer, donner leur avis, se plaindre et accuser les organes d'État et les fonctionnaires », tout en rappelant cependant que la Chine ne « copiera jamais le modèle occidental ». Selon The New York Times, Xi Jinping aurait rédigé un texte en 2012 connu sous la dénomination « Document numéro 9 », où il invite les dirigeants politiques chinois à combattre la vision des droits de l'Homme à l'occidentale qu'il voit comme un prétexte d'invasion idéologique, politique et culturelle,.

### Position des États-Unis
Les États-Unis s'inspirent des théories de John Locke : un gouvernement ne peut exister que pour défendre les libertés individuelles. Ces droits ont été énumérés dans le Bill of Rights. Aussi, en aucun cas, un gouvernement ne peut violer ces droits fondamentaux. Les États-Unis ont souvent critiqué la Chine pour les avoir violés.
Les États-Unis ont déclaré qu'en dépit d'une certaine amélioration en 2003, et de signes encourageants de la part du gouvernement chinois, il restait beaucoup à faire.
En octobre 2010, concernant l'attribution du prix Nobel de la paix au Chinois  Liu Xiaobo, Barack Obama déclare : « Le comité Nobel a choisi un porte-parole éloquent et courageux de la cause des valeurs universelles… Au cours des trente dernières années, la Chine a accompli des progrès spectaculaires… Cette récompense nous rappelle que la réforme politique n'a pas suivi le même rythme et que les droits humains doivent être respectés ».

## Critiques

### Système juridique
- un manque de lois en général (et pas seulement concernant les droits civiques) ;
- un manque de garanties juridiques en matière de procédure ;
- des conflits de droits.

D'autres problèmes concernent le manque d'indépendance de la justice : en effet, les juges sont nommés par l'État et la justice n'a pas son propre budget. Ces problèmes ont entrainé une augmentation des cas de corruption et du nombre d'abus de la part de l'administration. Bien que le gouvernement reconnaisse ces problèmes, il doit encore trouver les solutions pour les résoudre.
Dans son rapport de 2008, Amnesty International indique : « les personnes passibles de la peine capitale ne bénéficient pas de procès équitables. Les procès sont généralement marqués, entre autres, par l'impossibilité de bénéficier rapidement des services d'un avocat, par le mépris du droit à la présomption d'innocence, par l'ingérence des milieux politiques et par l'utilisation à titre de preuve de déclarations arrachées sous la torture.».
Le 30 juin 2020, la Chine adopte une loi controversée sur la sécurité nationale à Hong Kong visant à réprimander le « séparatisme », le « terrorisme », la « subversion » et la « collusion avec des forces extérieures et étrangères ». Ses opposants craignent que la loi permette la répression de toute opposition politique dans l'ancienne colonie britannique. Les autorités chinoises affirment que la loi ne s'appliquera qu'aux indépendantistes.

### Peine de mort
Les autorités chinoises ne publient pas le nombre de peines de mort et d'exécutions en Chine chaque année. Tous les chiffres avancés sont donc des estimations basées sur la taille de la population globale chinoise et sa population carcérale.
Selon l'ONU, entre 1994 et 1999, la Chine était au septième rang des pays effectutant le pus de peines de mort, derrière Singapour, l'Arabie saoudite, la Biélorussie, la Sierra Leone, le Kirghizistan et la Jordanie. Pour Amnesty International, les estimations de l'ONU sont trop basses et la Chine garde ses exécutions secrètes pour cacher un nombre d'occurences beaucoup plus important. En 2005, Amnesty International fait état de 3 400 personnes exécutées en Chine, alors qu'un membre de l'Assemblée Nationale Populaire aurait annoncé que la Chine exécute environ 10 000 personnes par an. En 2006, l'association évalue à 80 % les exécutions mondiales  (ou deux tiers d'entre elles) ayant lieu en Chine. Son « estimation basse » de 2008 fait état de 1718 personnes exécutés et 7003 condamnés à mort. La Chine est alors devenu le pays qui exécute le plus de condamnés à mort, loin devant l'Iran (estimation 346), l'Arabie saoudite (estimation 102), les États-Unis (37), le Pakistan (estimation 36) et l'Irak (estimation 34).
Certaines organisations non gouvernementales et plusieurs gouvernements étrangers s'inquiètent du nombre élevé de crimes passibles de la peine de mort, 68 en tout, y compris certains crimes tels que le détournement d'argent et la fraude fiscale.
En comparaison, l'Inde, qui a pourtant une population presque aussi nombreuse que la Chine (1,1 milliard), a rarement recours à la peine de mort.
En outre, la nature peu stable et souvent corrompue du système juridique chinois soulève des interrogations quant à l'application juste de la peine de mort.

### Transplantations d'organes et exécutions extrajudiciaires
En 2006, les médias américains se sont fait le relais de l'information selon laquelle, à la suite de l'adoption récente de l'injection létale pour exécuter les mises à mort en Chine, les autorités s'adonneraient à la récupération et redistribution dans le milieu médical des organes des personnes exécutées. Les accusations, provenant d'Amnesty International Hong Kong, restent du niveau de la suspicion : Les familles des exécutés ne peuvent pas voir les corps après les exécutions, et les autorités pourraient tirer de juteux revenus de ce commerce. De son côté, la Chine a réaffirmé que le commerce d'organes était illégal dans le pays.
Un proche du ministre chinois de la santé a officiellement admis, après des démentis, que des organes de prisonniers exécutés ont été transplantés et que les règlements étaient nécessaires pour « normaliser » cette pratique. Un Américain, dont la femme s'est déplacée à Shanghaï pour recevoir une telle greffe, a dit que les prisonniers devaient donner leur consentement avant que leurs organes puissent être prélevés. Cependant, en juillet 2006, David Kilgour, un ancien membre du gouvernement Canadien et défenseur des Droits de l'Homme, et David Matas, avocat spécialisé dans les Droits de l'Homme, ont publié un rapport au sujet d'organes prélevés sur des membres du Falun gong. Loin d'obtenir le consentement systématique, ce rapport affirme que la Chine assassinait de façon massive et secrètement des membres du Falun Gong, afin de vendre leurs organes à de riches patients - souvent étrangers; après le prélèvement, les corps des victimes auraient été incinérés pour détruire toute preuve. La Chine dément ces accusations.

### Libertés politiques
D'après la Fondation Dui Hua, 742 personnes auraient été arrêtées en 2006 pour « subversion du pouvoir de l'État », un chiffre qui aurait doublé en un an. Un rapport d'Amnesty International daté d'avril 2008 dénonçait la répression croissante contre les dissidents.
Les ONG[Lesquelles ?] rapportent que des milliers de Chinois sont déportés sans jugement dans des camps de « rééducation par le travail », les Laogai.
Des cas de torture, de confessions obligatoires et de travail obligatoire sont largement rapportés. Les libertés d'assemblée et d'association sont extrêmement limitées[réf. nécessaire].

### Liberté d'expression
La Constitution chinoise de 1982 garantit la liberté de parole : les « citoyens de la république populaire de Chine apprécient la liberté de parole, d'assemblée, d'association, de défilé et de manifestation. » (Article 35).
Certains sujets font cependant l'objet d'une censure active. La loi chinoise interdit l'indépendance ou l'autodétermination pour des territoires que Pékin considère sous sa juridiction, ainsi que la remise en cause du monopole du Parti Communiste. Des références à la démocratie, au mouvement libre du Tibet, à Taïwan comme État indépendant, à certains organismes religieux et à ce qui peut remettre en cause la légitimité du parti communiste sont interdites.[réf. nécessaire]
Des réalisateurs de cinéma chinois trouvent un public à l'international mais restent bannis de diffuser en Chine, même si ces réalisateurs reconnaissent parfois que les sujets qu'ils évoquent peuvent facilement froisser la sensibilité des autorités chinoises (drogues, allégories politiques). En 2006, les autorités interdisent les émissions mélangeant acteurs et personnages animés par ordinateur, une manœuvre qui vise à minimiser l'invasion des nouvelles émissions occidentales qui intègrent l'animation, et ce en vue de prioritiser sur le développement d'une industrie chinoise de l'animation. Très peu de films nord-américains ou européens (environ une dizaine chaque année) reçoivent l'autorisation d'être projetés dans les cinémas chinois, bien que la piraterie de ces mêmes films soit répandue[réf. nécessaire].
La censure s'appliquent également sur internet, essentiellement avec la censure de mots tabous et de sites d'informations occidentaux (dont Wikipédia). Des sites étrangers (ex : MSN de Microsoft) ont été critiqués pour favoriser des pratiques illégales[pas clair] ; certains termes y ont été interdits (ex : le mot « démocratie »)[réf. nécessaire]. 
En 2007, un avocat critique des droits de l'homme en Chine, Gao Zhisheng, est enlevé et battu. En mars 2008, un ouvrier chinois de 52 ans, Yang Chulin, écope de cinq ans de prison pour avoir diffusé une pétition sur internet critique des JOs et des droits de l'homme en Chine. En avril 2008, un citoyen chinois, Hu Jia, est condamné à trois ans et demi de prison pour avoir publié des critiques des jeux olympiques sur internet.

### Liberté de circulation
Entre 1968 et 1980, près de 17 millions de « jeunes instruits » (les zhishi qingnian, abrégé en zhiqing) ont été déplacés par les dirigeants chinois à la campagne, en principe pour le reste de leurs vies, pour être rééduqués par des paysans.
Lorsque le citoyen chinois veut s'établir dans un nouvel endroit, il a besoin de la permission des autorités du lieu de départ et/ou de la destination. Un des objectifs de cette mesure est d'empêcher l'urbanisation à grande échelle. Le Huji (ou hukou), sorte de passeport intérieur, est utilisé pour les contrôles d'identité. Jusqu'en 2003, un programme intitulé Détention et Rapatriement, qui établissait des centres de détention pour les migrants vers les villes, était en place. Le citoyen chinois est toutefois libre de se déplacer et de voyager sur le territoire de la Chine continentale.
En raison de la politique « un pays, deux systèmes », les citoyens chinois doivent avoir la permission du gouvernement pour voyager vers les régions administratives spéciales de Hong Kong et de Macao.

### Liberté de religion
Pendant la révolution culturelle (1966-1976), des citoyens de toutes confessions religieuses ont été persécutés par les communistes; nombre d'édifices religieux ont été pillés ou détruits. Depuis, des efforts ont été faits afin de réparer, reconstruire et protéger les édifices religieux, les monuments historiques et culturels pour encourager le tourisme. Selon les autorités américaines, les efforts faits pour réparer ou reconstituer les emplacements endommagés et détruits sont insuffisants.
La constitution de 1982 garantit techniquement la liberté religieuse : les « citoyens de la république populaire de Chine apprécient la liberté de croyance religieuse. Aucun organe d'État, organisation publique ou individu ne peuvent contraindre des citoyens à croire ou ne pas croire à une quelconque religion ; on ne peut pas non plus faire de discrimination entre les croyants et les non-croyants. L'État protège les activités religieuses normales. Personne ne peut se servir de la religion pour favoriser des activités perturbant l'ordre public, altérant la santé des citoyens ou interférant avec le système d'éducation de l'État. Les corps religieux et les affaires religieuses ne sont sujets à aucune domination étrangère. » (Article 36).
Cette liberté est sujette à des restrictions :
- les groupes religieux doivent être inscrits auprès du gouvernement ;
- ils ne peuvent entretenir de liens avec des personnes ou organisations étrangères.

Le gouvernement justifie de telles restrictions par la volonté d'empêcher toute influence politique étrangère qui pourrait éroder la souveraineté chinoise, quand bien même les groupes concernés nient toute velléité d'interférer avec les affaires politiques.
Ceci a entrainé une politique de dissuasion à l'égard des pratiques religieuses qui, par définition, impliquent l'allégeance à un chef ou à une organisation spirituelle étrangère, (par exemple le catholicisme - voir l'Église catholique en Chine) bien que l'allégeance tacite à de tels individus et corps à l'intérieur de ces groupes ne soit pas rare. « Degrés variables d'une expérience religieuse non inscrite de groupes… d'interférence, de harcèlement, et de répression officiels. ». Un autre problème est que les membres du parti communiste doivent être athées selon le règlement du Parti. En pratique, l'adhésion au Parti est exigée pour beaucoup de carrières à niveau élevé, donc l'athéisme.
À la fin janvier 2015, l'agence catholique UCA news annonce la mort de Mgr Cosmas Shi Enxiang, prélat emprisonné à cause de sa fidélité au Saint-Siège. Les autorités refusent alors de la confirmer officiellement et tentent même d'étouffer l'affaire. La famille de l’évêque, qui souhaite lui organiser des obsèques publiques, se voit refuser la restitution de sa dépouille.

#### Falun Gong

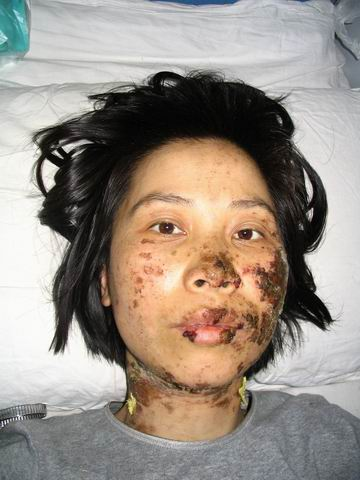
Gao Rongrong, une Falun Gong pratiquant de la Chine, a été signalée torturée à mort en détention en 2005.

En juillet 1999, le gouvernement chinois a déclaré illégal le Falun Gong et a commencé à interdire ses activités à travers le pays. Le gouvernement prétend que ce groupe commet des actes illégaux. Les critiques du gouvernement sont basées sur l'augmentation du nombre des membres de cette organisation, en particulier des fonctionnaires du gouvernement, de la police et des dirigeants de l'armée. Une manifestation pacifique d'environ 10 000 membres du Falun Gong en 1999 à Zhongnanhai est supposée avoir été le déclenchement de la répression. Un site Web fait état de 2 840 morts. Durant le festival chinois du Nouvel An, cette organisation a été déclarée nuisible à la société et au peuple en général lorsque ses disciples réclamant une délivrance se sont immolés place Tian'anmen, ce qui a causé une dizaine de morts et plusieurs blessés.
Le gouvernement chinois affirme que le Falun Gong invente ces faits, que ses membres ne sont pas torturés, et ne font pas de grèves de la faim.
L'avocat chinois Gao Zhisheng dénonce les actes de torture envers les pratiquants du Falun gong par des membres du Bureau 610. L'avocat indique que les prisonniers subissent systématiquement des sévices sexuels. Les critiques dénoncent la suppression du Falun Gong comme une violation de la liberté religieuse, et maintiennent que l'existence de la torture systématique des membres de Falun Gong est largement reconnue. La question était un sujet de protestations quand le Président chinois Hu Jintao est venu aux États-Unis en 2006, bien que de telles protestations aient été censurées par la couverture médiatique chinoise de la visite. En juillet 2006, un rapport coécrit par l'ancien ministre du conseil canadien David Kilgour et l'avocat David Matas spécialisé dans les droits de l'Homme ont exprimé de profondes inquiétudes à propos du fait que des prisonniers politiques chinois, en particulier adhérents du Falun Gong, « sont moissonnés » en vente lucrative d'organes à des acheteurs étrangers. Le gouvernement chinois a écarté le rapport en le qualifiant de « sans fondement et décentré » et le Falun Gong de « gang de souillure de l'effort ».
En juillet 2015, Wang Yu, une avocate des droits de l'homme supposée assurer la défense d'un des membres du Falun gong, et qui s'était plainte de n'avoir ni le droit de parler à son client ni d'accéder au tribunal, est enlevée à son domicile et emprisonnée dans le cadre d'une répression visant plus d'une centaine d'avocats des droits de l'homme.

### Politique de l'enfant unique (politique de la planification familiale)
Bien que le gouvernement chinois soutienne que cette politique est nécessaire pour empêcher le surpeuplement, la politique de contrôle des naissances afin d'améliorer la qualité de la population, mieux connue sous le nom de Politique de l'enfant unique, est considérée comme moralement répréhensible par beaucoup d'observateurs étrangers ainsi que par certains Chinois. Ces derniers soulignent que cette politique favorise les avortements sélectifs et les abandons de nouveau-nés. On pense que ceux-ci sont relativement courants dans quelques régions du pays, même s'ils sont illégaux et punis par des amendes et des peines d'emprisonnement.
Cette politique a contribué significativement au déséquilibre des sexes en Chine : le rapport est de 118 nouveau-nés de sexe masculin pour 100 nouveau-nés de sexe féminin et encore doit-on tenir compte du fait que les naissances de filles sont moins souvent déclarées. On a aussi rapporté de nombreux cas d'avortements concernant des filles et de stérilisations obligatoires.
Certaines critiques remettent par ailleurs en cause l'efficacité de la politique de l'enfant unique. La diminution drastique de la fertilité chinoise a commencé avant que le programme ne commence en 1979 et semble donc due à des facteurs indépendants. La politique semble avoir eu peu d'impact sur les secteurs ruraux (représentant environ 80 % de la population), où les taux de natalité n'ont jamais chuté en dessous de 2,5 enfants par femme. Néanmoins, le gouvernement chinois et d'autres estiment qu'au moins 250 millions de naissances ont été empêchées par cette politique. En 2002, les lois liées à la politique de l'enfant unique sont modifiées pour permettre à des minorités ethniques et aux Chinois des milieux ruraux d'avoir plus d'un enfant. La loi est également adaptée dans les secteurs urbains pour permettre aux personnes elles-mêmes enfant unique d'avoir deux enfants (le gouvernement chinois n'a jamais reconnu le remaniement de cette politique).

### Trafic humain

Le déséquilibre entre les sexes selon l'âge.

Le déséquilibre entre les sexes a pour conséquence la mise en place de trafic humain dans le cadre de la prostitution en Chine. Selon Info-avec.org et  en 2002, un homme a été condamné à mort pour avoir enlevé puis vendu une centaine de femmes à des chinois célibataires dans la province du Guangxi. Dans la province du Yunnan des dizaines de femmes ont pu être libérées avant d'être vendues à des réseaux mafieux de la prostitution. Elles étaient destinées à alimenter les lieux de prostitution comme esclaves sexuelles dans les centres urbains de l'Asie du Sud-Est. D'autres femmes devaient rejoindre Taïwan afin de s'y « marier ». Selon Tearfund.org, les jeunes filles enlevées pour la prostitution sont repérées et draguées aux environs des écoles des régions modestes et retirées.
Le chef adjoint des services d'enquêtes sur les crimes indique qu'entre 30 000 et 60 000 enfants disparaissent chaque année en Chine sans pouvoir indiquer toutefois le pourcentage attribué au trafic humain. 
En 2017, alors que les rapports diplomatiques États-Unis/Chine sont plutôt appaisés, le département d'État américain place la Chine sur la liste des 23 pays qui « ne font pas d'efforts significatifs » pour combattre le trafic humain, mais Human Rights Watch conteste la véracité de cette liste qui semble dressée surtout en fonction des intérêts géopolitiques américains. 

### Surveillance des ressortissants chinois
Un rapport publié par Human Rights Watch en juin 2021 révèle la surveillance du Parti communiste chinois exercée sur les étudiants pro-démocratie d'origine chinoise en Australie, avec des pressions psychologiques. Selon Sophie Mac Neill, spécialiste des questions australiennes de l'ONG, les responsables universitaires australiens manqueraient de diligence afin de faire appliquer la liberté académique des étudiants chinois, afin de conserver les frais de scolarités de ces étudiants.

### Autres violations des droits de l'Homme
D'autre cas de violation des droits de l'Homme en Chine sont dénoncés :
- les ouvriers ne peuvent pas former leurs propres syndicats sur leur lieu de travail. Les points sur lesquels ces organismes peuvent défendre les droits des ouvriers chinois sont fortement contestés[45]. Bien que le gouvernement chinois ne s'immisce plus autant qu'il a pu le faire par le passé dans l'intimité des gens[46], il considère toujours nécessaire de surveiller et espionner ce que les gens disent en public.
- les forums sur Internet sont strictement surveillés, de même que le courrier postal international (les lettres indésirables sont parfois « retardées » inexplicablement ou « disparues »).
- la question des réfugiés de Corée du Nord est récurrente. La politique officielle est de les rapatrier en Corée du Nord, mais celle-ci n'est pas uniformément appliquée, et un nombre considérable de ceux-ci séjournent en Chine. Certains passent ensuite dans d'autres pays. Bien que l'expulsion des réfugiés politiques soit une violation du droit international, la situation des immigrés est périlleuse et leurs droits ne sont pas toujours protégés[47]. Certains d'entre eux sont trompés et exploités (mariage forcé, prostitution)[48].

Le président chinois depuis 2012 Xi Jinping mène une sévère politique anti-corruption, menant à des sanctions contre un million de membres, l'exclusion de dizaines de milliers de cadres ainsi que plusieurs arrestations de hauts dignitaires, parfois interprétés comme des règlements de compte de rivalité politique. De son côté, l'ONG des droits de l'homme Human Rights Watch critique cette politique, qui repose sur un système opaque de détention et de torture (le shuanggi), échappant à la justice ordinaire.
Le 16 août 2021, une femme chinoise âgée de 26 ans, Wu Huan, fiancée à un dissident chinois et fuyant les autorités chinoises, déclare à Associated Press avoir été enlevée de son hôtel à Dubaï et détenue dans un centre secret chinois situé à Dubaï, une propriété transformée en prison ; elle y a vu deux autres prisonniers, des Ouïghours. Elle prétend y avoir été forcée à signer des aveux contre son fiancé. C'est la première preuve que la Chine dispose d'un « site noir » en dehors de ses frontières, bien qu'Associated Press précise clairement ne pas avoir été capable de confirmer le récit de la jeune femme. Pour les autorités chinoises, cette histoire est une invention. Le 8 juin 2021, Wu Huan était libérée et demandait l'asile aux Pays-Bas. Dans le cadre de la prosécution de Chinois réfugiés à l'étranger, la Chine avait déployé l'Operation Skynet en 2020 qui avait permis de rapatrier 1 421 personnes soupçonnées de faits délictueux, et ce en vue de les juger.

## Discriminations

### Minorités ethniques
Il y a 56 groupes ethniques reconnus en Chine[réf. nécessaire]. L'article 4 de la constitution chinoise stipule que « toutes les nationalités en république populaire de Chine sont égales ». Le gouvernement a fait des efforts pour améliorer l'éducation ethnique et a augmenté la représentation ethnique dans le gouvernement local[réf. nécessaire]. Le gouvernement maintient qu'il met en place des politiques de discrimination positive envers les minorités ethniques, bien que les avantages de ces dernières soient contestés. Par exemple, certaines minorités seraient exemptes de la politique de l'enfant unique de la Chine[réf. nécessaire]. Cependant, le gouvernement a encouragé un nombre important de Chinois Han à entrer dans des secteurs ethniques comme le Tibet et le Xinjiang, particulièrement après l'adoption en 2000 du Programme de développement de l'Ouest. Le gouvernement rappelle que cette politique a été conçue pour développer les régions occidentales sous-développées ; certains y ont vu un moyen de calmer certaines régions enclines au séparatisme[réf. nécessaire].
En Chine, les Ouïghours sont victimes d'un génocide culturel par les autorités chinoises visant à réprimander les ardeurs indépendantistes dans la région. Amnesty International y a inventorié des centaines de condamnations pour séparatisme ou terrorisme. Selon un rapport de Human Rights Watch de 2005, à partir de septembre 2001, sous couvert de la guerre contre le terrorisme initiée par l'administration américaine, les autorités chinoises renforcent leurs actions de répression contre les Ouïghours indépendantistes. Dans le contexte des Jeux olympiques de 2008, le 9 juillet 2008, la police chinoise fait une descente dans une planque d'indépendantistes Ouïghours et tue cinq d'entre eux. Selon l'association Ouïghour-américaine (anglais : Uighur American Association - UAA), les victimes n'étaient pas des indépendantistes, n'étaient pas armées, et auraient simplement pris la fuite quand la police lourdement armée a fait irruption dans leur appartement.

### Tibet
Le 14e Dalai Lama, qui vit depuis 1959 en exil à Dharamsala, en Inde, a initialement revendiqué l'indépendance du Tibet. Depuis 1979, pour répondre à l'ouverture de Deng Xiaoping, il demande la pleine autonomie de l'ensemble du Tibet, comprenant le Ü-Tsang, le Kham et l'Amdo. Les négociations entre le Dalai Lama, le gouvernement tibétain en exil et le gouvernement chinois n'ont toujours pas débuté, bien que des contacts aient eu lieu entre des émissaires du Dalaï Lama et le gouvernement chinois. Les commentateurs ont dit que les fonctionnaires chinois attendent la mort du Dalai Lama, croyant que les Tibétains ne poseraient plus de problème. Cependant, ils disent également que la mort du Dalai Lama peut aggraver la frustration des Tibétains, le sentiment politique tibétain devenant plus dangereux et violent, car le Dalai Lama a constamment plaidé pour des protestations non-violentes contre la loi chinoise.
Plusieurs associations de Tibétains en exil se sont créées dans le but de promouvoir pacifiquement une amélioration des Droits de l'Homme au Tibet, comme l'association des anciens prisonniers politiques, le Gu-Chu-Sum Mouvement du Tibet, le Centre tibétain pour les droits de l'homme et la démocratie, le Congrès de la Jeunesse tibétaine et l'Association des Femmes Tibétaines en exil. Dharamsala est ainsi devenu le siège d'associations des Tibétains en exil luttant pour la liberté du Tibet.
Selon Martin L. Lasater et Kenneth J. Conboy publiés dans la lettre du The Heritage Foundation, de 1950 aux années 1980, le régime communiste chinois aurait tué plus d'un million de Tibétains et détruit plus de 6.000 monastères. Les auteurs comparent l'Amdo (nord-est du Tibet) à un goulag. 250.000 militaires chinois seraient postés dans la région.
En avril 1991, le 14e Dalai Lama décrivait la situation comme suit : « Les nouveaux colons chinois ont créé une société alternative : un apartheid chinois qui, déniant aux Tibétains un statut social et économique égalitaire dans notre propre terre, menace de nous submerger et de nous absorber en définitive ». Selon l'association Committee of 100 For Tibet, la politique d'invasion du Tibet a mené une majorité d'âmes chinoises à vivre dans les régions tibétaines (5 à 5,5 millions de Chinois contre 4,5 millions de Tibétains). Les populations non-Tibétaines seraient devenues majoritaires dans certaines villes tibétaines, y domineraient le marché de l'emploi, ce qui aurait un impact de facto sur l'exclusion économique des Tibétains.
Un autre élément suggérant l'existence d'un apartheid réside dans le fait que les Tibétains, au contraire des Chinois han, ne peuvent obtenir de passeport et n'ont donc pas la possibilité de voyager légalement hors de Chine.
En 2001, Jampal Chosang, à la tête d'une délégation d'associations de Tibétains en exil ayant obtenu une accréditation pour participer à la Conférence de Durban sponsorisée par les Nations unies a dénoncé « une nouvelle forme d'apartheid » au Tibet car la « culture tibétaine, la religion, et l'identité nationale est considéré comme une menace » pour la politique et le contrôle de Pékin. La Tibet Society du Royaume-Uni a appelé le gouvernement britannique à « condamner le régime d'apartheid au Tibet qui traite les Tibétains comme une minorité sur leur propre terre et provoque une discrimination contre eux dans l'usage de leur langue, dans l'éducation, dans la pratique de leur religion, et dans les possibilités d'emploi ».
À partir de 2005, les autorités chinoises renforcent leur politique nationaliste au Tibet avec un programme d'« éducation patriotique » enfreignant les principes de liberté de religion. Une ressurgence des revendications tibétaines a lieu en parallèle de la préparation de Jeux olympiques de 2008.

## Progrès économique et social
Les progrès économiques et sociaux enregistrés en Chine depuis 1978 ont permis d'améliorer les conditions de vie d'un grand nombre de Chinois en favorisant la mobilité sociale, et en augmentant la portée des libertés individuelles en particulier en matière de voyages, d'emplois, d'études et d'accès à l'information pour la nouvelle classe moyenne chinoise.
Ces dernières années, la république populaire de Chine a également adopté un nouveau droit pénal et un nouveau code civil qui garantissent de nouveaux droits aux citoyens chinois. [réf. nécessaire]
Des élections locales ont été organisées dans 80 % du million de villages que compte la Chine continentale. Toutefois les contestations ayant suivi ces élections - notamment dans le village de Taishi - laissent planer des doutes sur leur valeur. [réf. nécessaire]